# Manuel Alves Bastos Botelho da Costa
Manuel Alves Bastos Botelho da Costa (Moçâmedes, 30 de janeiro de 1897 — Oeiras, 21 de outubro de 1963), que usou o título de 2.º Visconde de Giraul, foi um militar, engenheiro, professor e ferroviário português.

## Biografia
Filho primogénito de Joaquim Bernardo Cardoso Botelho da Costa, 1.º Visconde de Giraul, e de sua mulher Amélia do Carmo Bastos.
Matriculou-se em 1914 no Instituto Superior Técnico da Universidade Técnica de Lisboa e, em 1917, com o Curso Geral do referido Instituto, assentou praça no Corpo de Alunos da Armada e foi promovido a Aspirante de Marinha em Outubro do mesmo ano e a Guarda-Marinha em 1921, ano em que seguiu, a bordo do cruzador Carvalho Araújo, para Macau, viagem que, por ordem do governo, foi interrompida em Porto Said, em razão do movimento revolucionário de 19 de Outubro. Regressando a Lisboa, retirou-se do serviço da Armada, e em 1922 matriculou-se novamente no Instituto Superior Técnico, onde completou o curso de Engenharia Civil, em 1925.
Entrou como Engenheiro Praticante na Companhia dos Caminhos de Ferro Portugueses em 1926 e, ao mesmo tempo, foi Assistente Interino das Cadeiras de Caminhos de Ferro e de Estradas do IST, no impedimento do Efetivo, lugar de que pediu a demissão em 1928. Foi nomeado Engenheiro-Ajudante em 1928, Engenheiro-Adjunto em 1930, Subchefe em 1937 e Engenheiro-Chefe da Divisão de Exploração em 1943. Foi também Assistente do Instituto Comercial de Lisboa em 1930 e seu Professor Interino, e Professor do Instituto Industrial de Lisboa. Publicou vários trabalhos.
Usou o título de 2.º Visconde de Giraul por Autorização de D. Manuel II de Portugal no exílio de data desconhecida.
Casou em Lisboa a 30 de Janeiro de 1922 com Maria da Luz Poças Falcão Bicudo Correia (Ponta Delgada - ?), filha de Francisco Manuel Raposo Poças Falcão Bicudo Correia (filho de Francisco Manuel Raposo Bicudo Correia) e de sua mulher Ângela Maria Dias, da qual teve cinco filhos e filhas.